# Céltiga Fútbol Club
Maillots
Actualités
Le Céltiga Fútbol Club est un club de football espagnol basé à A Illa de Arousa.

## Saisons
| Primera División   | 0  |
| Segunda División   | 0  |
| Segunda División B | 0  |
| Tercera División   | 11 |